# Long Island Nets
Los Long Island Nets es un equipo de baloncesto estadounidense que juega en la liga de desarrollo de la NBA (NBA Development League, llamada desde 2017 NBA G League). Su equipo de la NBA afiliado son los Brooklyn Nets.

## Historia
El 6 de noviembre de 2015, los Brooklyn Nets anunciaron la creación de los Long Island Nets para la NBA D-League. Brooklyn se convirtió en el duodécimo equipo de la NBA en tener su propio equipo en la NBA D-League. Long Island jugaron su primera temporada como local en el Barclays Center en Brooklyn, Nueva York.

## Trayectoria
| Long Island Nets  |                   |                   |     |     |      | |
| 2016–17           | Atlantic          | 5º                | 17  | 33  | .340 | |
| 2017–18           | Atlantic          | 3º                | 27  | 23  | .540 | |
| 2018–19           | Atlantic          | 1º                | 34  | 16  | .680 | Gana Semifinal Conf. (Raptors) 112–99 Gana Final Conf. (Lakeland) 108–106 Pierde Finales de la Liga (Rio Grande Valley) 1–2 |
| 2019–20           | Atlantic          | 4º                | 19  | 23  | .452 | Temporada cancelada por la pandemia de COVID-19                                                                             |
| 2020–21           | —                 | 10º               | 7   | 8   | .467 | |
| Temporada regular | Temporada regular | Temporada regular | 104 | 103 | .502 | |
| Playoffs          | Playoffs          | Playoffs          | 3   | 2   | .600 | |